# Цианобактериальные маты

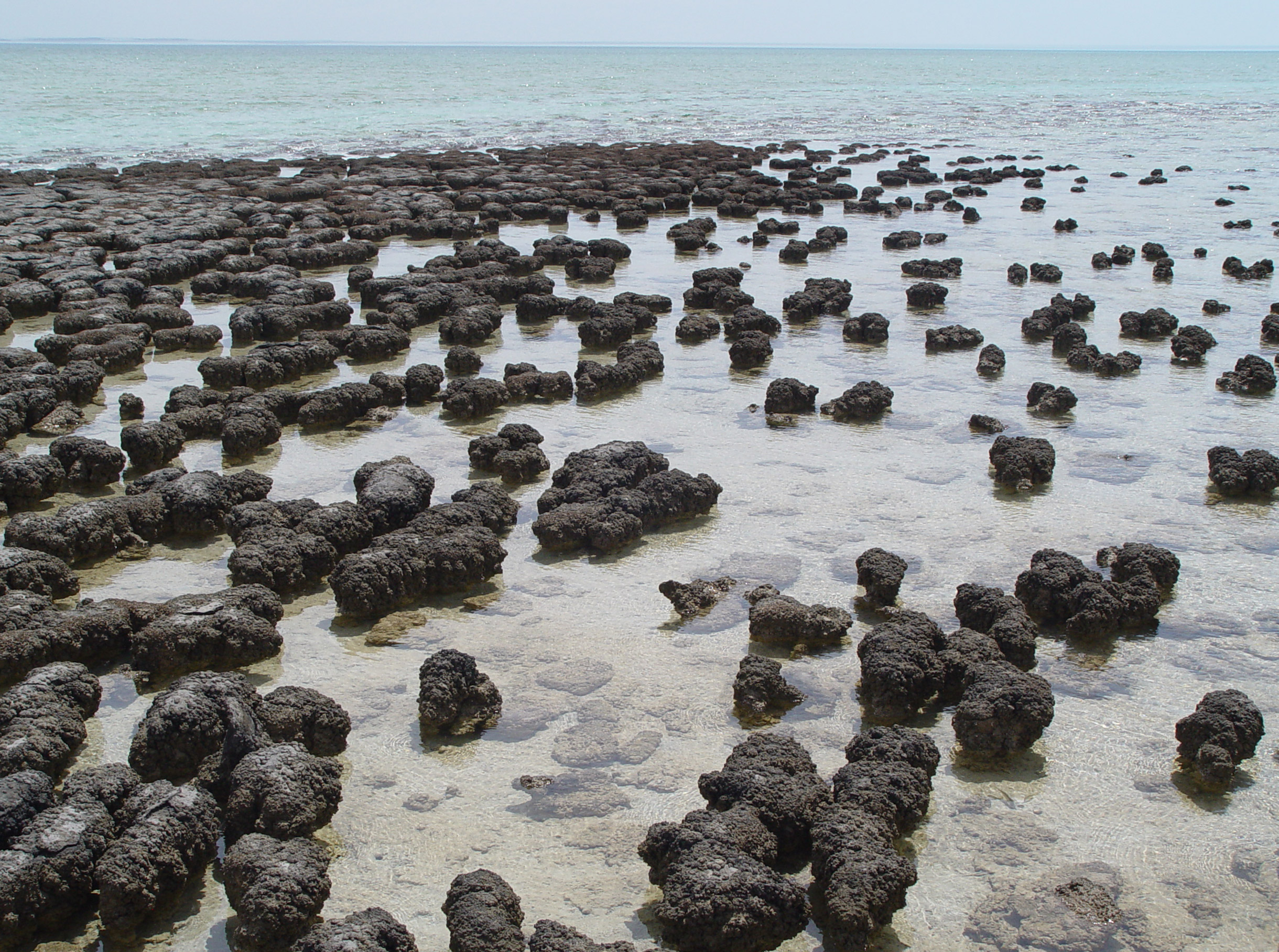
Современные строматолиты Западной Австралии в заливе Шарк — постройки, образованные в ходе накопления карбонатов цианобактериальными матами.

Цианобактериа́льные маты (цианобактериальные сообщества) — высокоинтегрированные прокариотные сообщества=фотосинтезирующие цианобактерии, факультативные аэробы и анаэробы., зачастую связанные синтрофическими отношениями.
Продуктом жизнедеятельности цианобактериальных матов являются строматолиты — карбонатные (чаще известковые или доломитовые) постройки из минерализованных остатков их нижних слоёв.

## Состав и морфология
Цианобактериальные маты образуют толстые (от единиц миллиметров до ~2 сантиметров) слоистые покровы на субстрате. В наиболее развитых сообществах от поверхности мата к подстилающему субстрату наблюдается дифференциация микробиологического состава мата, в котором выделяются несколько функциональных слоёв:
- Верхний фотосинтезирующий аэробный слой — поверхность роста, образованная автотрофными фотосинтезирующими цианобактериями и аэробными гетеротрофами, утилизирующими кислород, выделяемый цианобактериями, и органические соединения отмерших микроорганизмов.
- Промежуточный слой, образованный фотосинтезирующими микроорганизмами — факультативными анаэробами, использующими прошедший через вышележащий слой свет, и гетеротрофными факультативными аэробами. В дневное время в промежуточном слое может присутствовать кислород, в ночное время при прекращении фотосинтеза условия становятся анаэробными.
- Афотическая гетеротрофная анаэробная зона, составленная микроорганизмами, минерализующими органические остатки.

Таким образом, развитые цианобактериальные маты представляют собой фактически замкнутую экосистему с нулевым балансом: продукция кислорода и органических веществ равна их потреблению. Фотосинтезирующие бактерии промежуточного слоя содержат фотосинтезирующие пигменты, имеющие максимум поглощения света в спектральных областях, отличных от максимума поглощения цианобактериального хлорофилла. Такое отличие позволяет им более эффективно использовать прошедший через верхний слой свет. При изменении спектра освещённости («покраснение» утром и вечером) в мате происходят упорядоченные вертикальные миграции бактерий с разными типами пигментов.

## Распространённость
Цианобактериальные маты, судя по палеонтологическим данным, являлись первыми сложно организованными экосистемами на Земле, появившимися в архее.
В настоящее время цианобактериальные маты занимают экстремальные экологические ниши, в которых отсутствует или слаба конкуренция со стороны более развитых форм жизни. Они способны существовать в широчайшем диапазоне температур и солёностей, и распространены от приполярных (психрофильные цианобактериальные маты Антарктики) до приэкваториальных областей (строматолиты солёных озёр и лагун Австралии) и гидротермальных источников.

### Цианобактериальные маты в Антарктике
Цианобактериальные маты в Антарктике, расположенные вблизи тающих ледников, птичьих колоний и мест антропогенного воздействия, служат индикаторами изменений в полярных экосистемах. Исследование 77 образцов ЦБМ, собранных в восточной и западной частях Антарктики в период 56-й Российской антарктической экспедиции, показало преобладание в них цианобактерий родов Phormidium, Leptolyngbya, Oscillatoria, Nostoc. Разнообразие окраски и толщины матов зависело от состава микроорганизмов и субстрата. В многолетних матах наблюдалась слоистость, отражающая изменения условий среды. Мощные маты обнаружены в глубоких озерах, например, озере Глубоком, где благоприятные условия позволяют цианобактериям фотосинтезировать на большой глубине. Состав матов включал микроорганизмы, имеющие эпидемиологическое значение, например, Yersinia enterocolitica с факторами патогенности, выделенная вблизи колонии пингвинов. В матах обнаружены бактерии 28 видов из 9 семейств, преимущественно Enterobacteriaceae и Pseudomonadaceae, включая патогенную Shigella dysenteriae и условно-патогенные виды рода Serratia. Микологический анализ выявил 46 видов микромицетов, в том числе родов Penicillium и Aspergillus, свидетельствуя о влиянии антропогенного и зоогенного факторов на состав матов. Обнаружены также микромицеты, известные как условные патогены человека.

## Роль цианобактериальных матов в породо- и рудообразовании
Строматолиты являются продуктом деятельности цианобактериальных матов. В течение всего архея и протерозоя они были наиболее массовыми из пород бесспорно биогенного происхождения, и, таким образом, являются одним из древнейших свидетельств существования и распространённости жизни на Земле.